# Schistocichla caurensis
Schistocichla caurensis là một loài chim trong họ Thamnophilidae.